# Ahu Tongariki

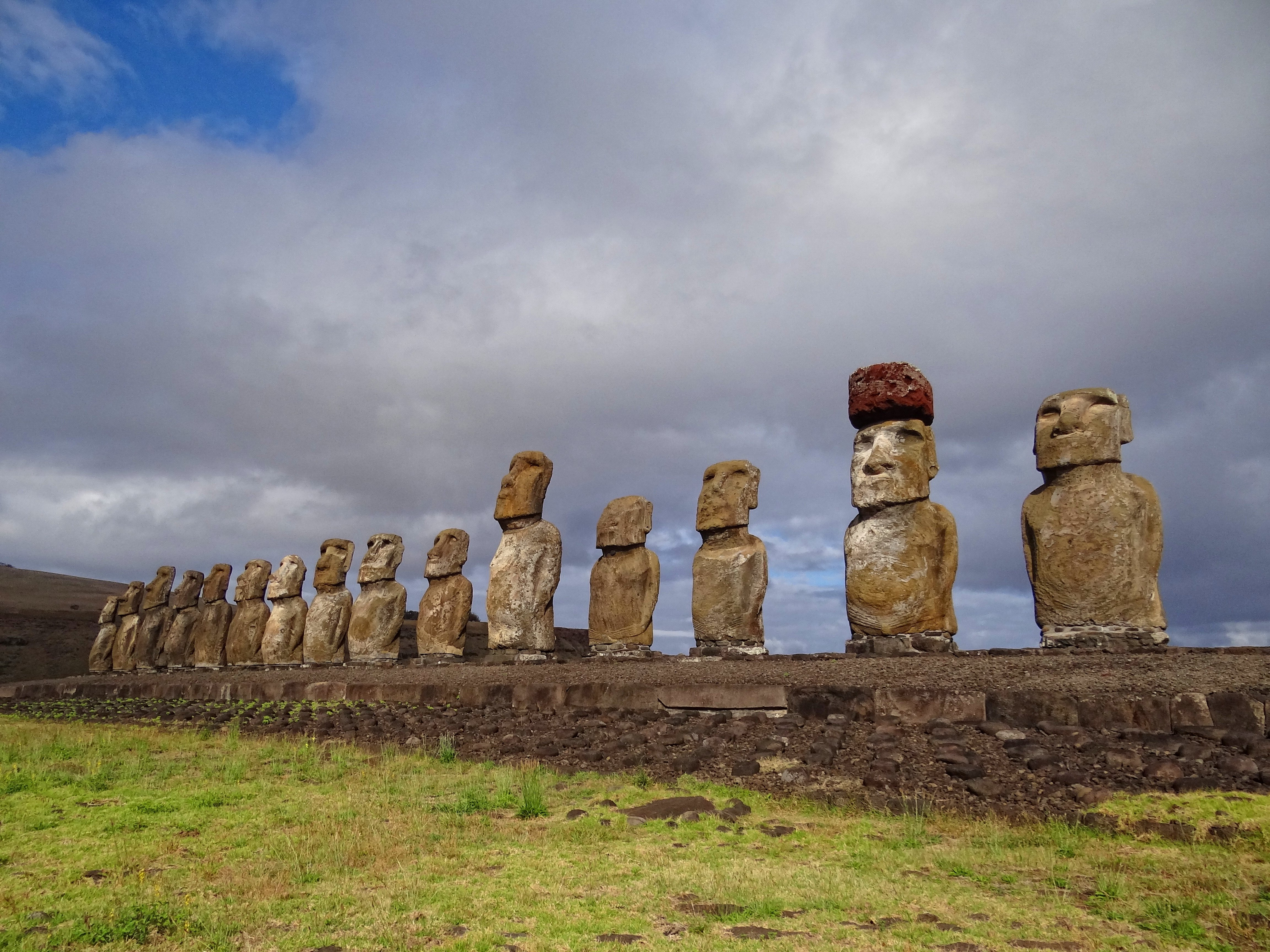
Ahu Tongariki. O segundo moai da direita tem um pukao em sua cabeça.

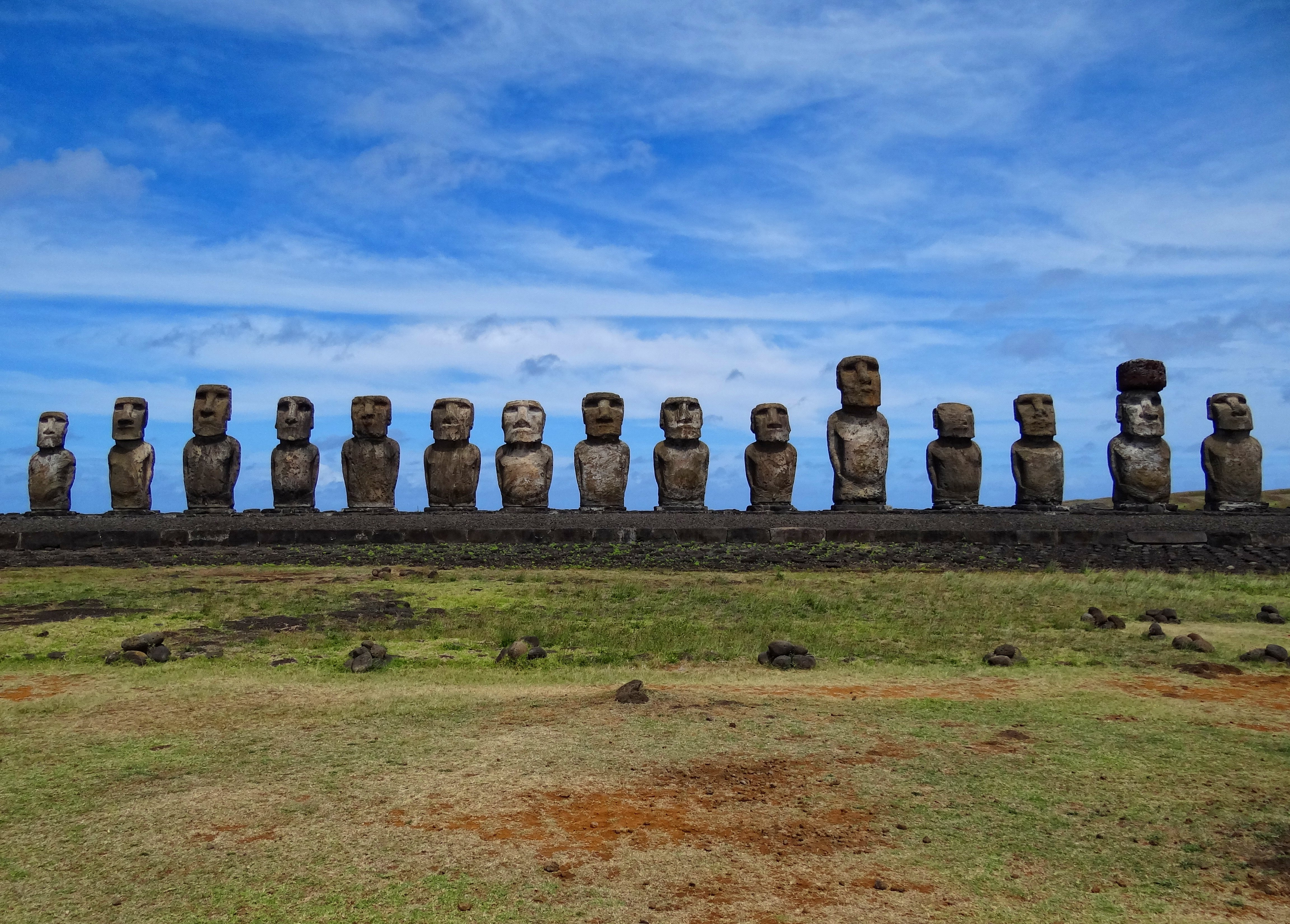
Todos os quinze moai de pé em Ahu Tongariki.

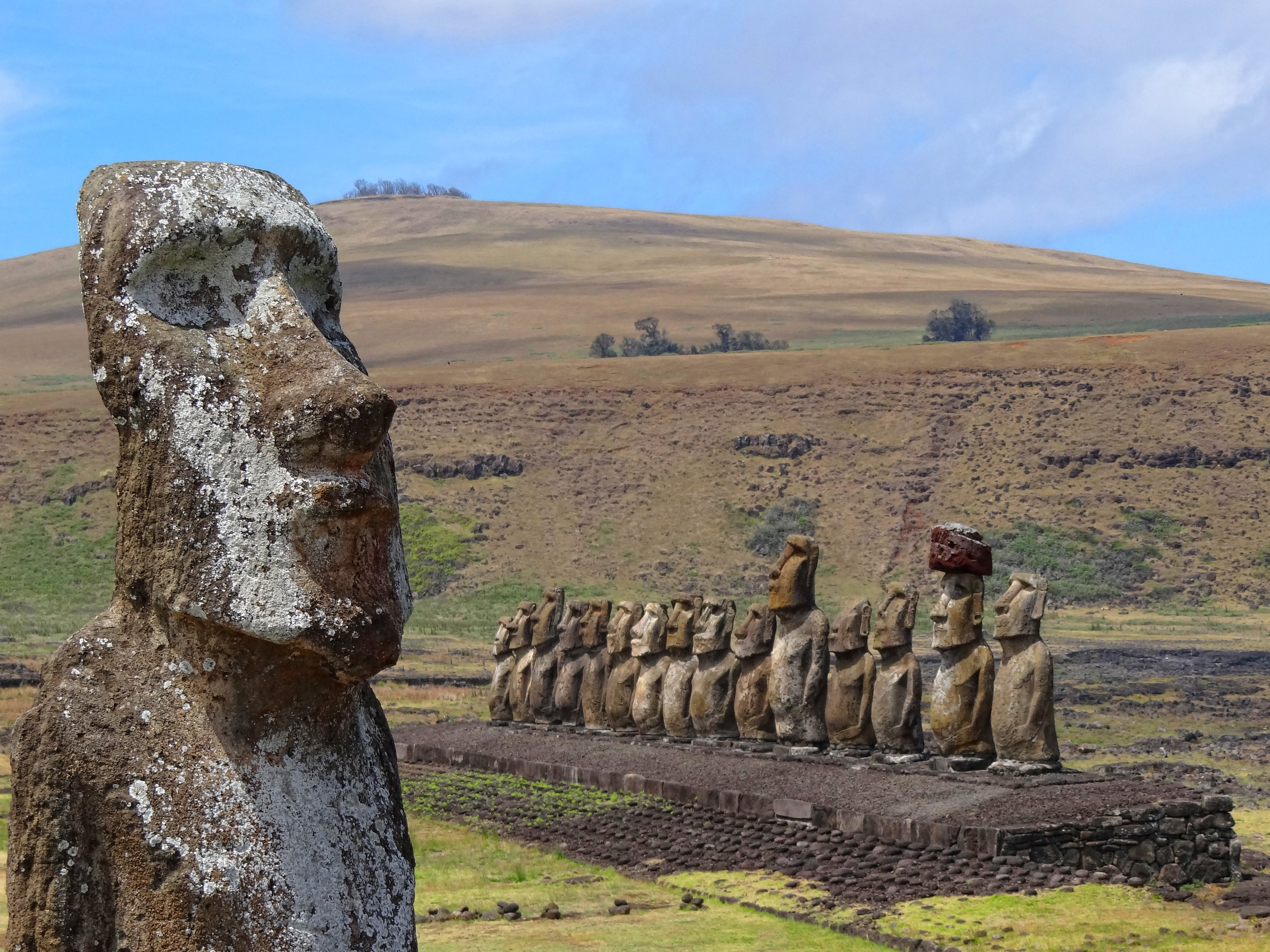
Ahu Tongariki com o vulcão Poike no fundo e o próximo "Moai Viajando" em primeiro plano.

Ahu Tongariki é o maior ahu na Ilha de Páscoa. Seus moai foram derrubados durante as guerras civis da ilha e no século XX o ahu foi varrido para o interior por um tsunami. Desde então tem sido restaurado e tem quinze moai, incluindo um moai de 86 toneladas que foi o mais pesado já erguido na ilha. Ahu Tongariki está a um quilômetro de Rano Raraku e Poike na área de Hotu-iti do Parque Nacional Rapa Nui. Todo o moai aqui enfrenta o por do sol durante o solstício de verão. 

## História
Ahu Tongariki era o centro principal e a capital do Hotu Iti, a confederação oriental do Rapanui.
Seus moai foram derrubados durante as guerras civis da ilha. Em 1960, um tsunami causado por um terremoto na costa do Chile, varreu o Ahu Tongariki para o interior. 
Ahu Tongariki foi substancialmente restaurada na década de 1990 por uma equipe multidisciplinar liderada pelos arqueólogos Claudio Cristino (Diretor) e Patricia Vargas (Co-diretora da equipe executiva), em um projeto de cinco anos realizado sob um acordo oficial do governo chileno com Tadano Limited e a Universidade do Chile.

## Localização

Mapa de Rapa Nui que mostra ahus principal com moai. Ahu Tongariki, e Rano Raraku estão na costa sul imediatamente antes de Poike na extremidade oriental da ilha.

Este ahu está na costa sul de Rapa Nui, perto de dois vulcões anteriores, Rano Raraku e Poike.
Poike é um dos três principais vulcões extintos que formam Rapa Nui, Que durou entre 230.000 e 705.000 anos atrás. Rano Raraku é uma cratera vulcânica formada por cinzas vulcânicas consolidadas ou tufos que compõem o moai esculpido. Na verdade, quase metade (centenas) dos moai ainda estão enterrados nas encostas do Rano Raraku, a principal pedreira moai. A planície grande, lisa abaixo Rano Raraku forneceu o acesso fácil ao tufo vulcânico. 

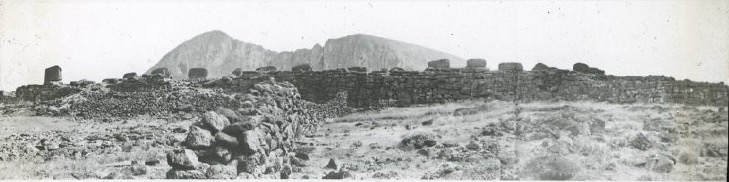
Ahu Tongariki em 1914. Na época, todos os moai costeiros ainda estavam virados.